# Фијат G.12
Фиат G.12 је италијански транспортни авион из периода Другог светског рата, произведен у Fiat Aviazione 1941. године. Оперативно је коришћен до 1956. године.

## Пројектовање и развој
На изричит захтев италијанских авио компанија којима се повећавао промет инж. Габриели (Giuseppe Gabrielli) конструисао је тромоторни путнички авион Фиат G.12. Он је 1938. године започео студију G.12, узимајући у обзир искуство стечено пројектујући двомоторни путнички авион G.18. Израда првог прототипа је почела 1939. године а први пут је полетео 15. октобра 1940. године. Компанија Ала Литориа је одмах наручила 6 авиона тримотора, а компанија АЛИ је првобитно поручила 8 примерака, а потом је повећала на 15 авиона.
У пролеће 1941. Региа Аеронаутица је наручила 50 примерака G.12 и G.12 Т. Ова верзија, намењена војсци, није претрпела никакве спољне промене, али је добила уздужна седишта која су могла да приме 24 војника у товарном простору (теретна кабина). Фиат G.12 Т је први пут полетео 15. маја 1941. године.
После рата настављен је даљи развој цивилних варијанти овог авиона и то применом поузданијих мотора, повећањем путничких капацитета као и повећавањем долета авиона.

## Технички опис
Труп авиона је био правоугаоног попречног пресека са заобљеним горњим ивицама. Носећа конструкција авиона је била монокок, 40 сет рамова направљених од дуралуминијума међусобно су повезани уздужним укрућењима а алуминијумска облога је била закивцима причвршћена за уздужна укрућења и попречне рамове. Носачи мотора су били направљени од челичних заварених цеви. Труп је изведен као центроплан (труп изједна са средњим делом крила и гондолама за смештај крилних мотора). Авион је био опремљен кисеоничком опремом, стационарним противпожарним системом са CO2 и радиостаницом. Пилоти су седели један поред другог у затвореном кокпиту на кљуну авиона испред њих се налазио трупни мотор. Удвојене команде за управљање авионом су биле комбинација полужних система и челичних ужади са ужетњачама. За евакуацију пилота у случају опасности служи отвор на крову кабине. Иза пилотске кабине налазила се такође затворена кабина радио-оператера. У наставку се налазила путничка кабина са два реда седишта поред прозора и пролазом кроз средину кабине. У репу авиона се налазио тоалет и простор за пртљаг. Са леве стране трупа су се налазила врата за улазак посаде и путника у авион а на десној страни су се налазила двоја врата за напуштање авиона у случају опасности. Са обе стране трупа авиона било је по 6 великих правоугаоних прозора. Путничка кабина је имала звучну изолацију зидова и таванице као систем за грејање и проветравање кабине.
Овај авион је био опремљен са три 14-цилиндрична ваздухом хлађена, радијална мотора са турбопуњачем, Фиат А.74 RC.42 снаге 566 kW (770 KS). На вратилу мотора су обично биле трокраке Хамилтон металне елисе пречника 3,35 м са аутоматским регулатором корака, која се окретала при 1740 о/мин захваљујући редуктору. Мотори су били постављени на челичне носаче и обложени алуминијумским лимом. На предњем делу капотаже мотора налазио се отвор за улазак хладног ваздуха за хлађење мотора. Поред овде поменутог мотора, у овај авион у току његовог животног века уграђивани су још неки мотори као што су: Алфа Ромео 128 RC.18 860 KS (633 kW); Бристол Пегасус 810 KS(604 kW) и Пратт & Вхитнеи Р-1830-S1C3-G Twin Wasp 1.065 KS (793 kW).
Полу крила авиона су била металне конструкције (од дуралуминијума), средње дебелог профила, имало је две рамењаче и ребара такође од дурала и облогу од алуминијумског лима. Крила су имала облик трапеза са заобљеним крајем, а настављала су се на центроплан иза гондола са моторима. Предња ивица крила била је скоро нормална на труп авиона. Крилца су била направљена од метала прекривена платном. Закрилца су била потпуно метална, управљана хидрауликом. На крилима су се налазила проширења (гондоле) на којима су били причвршћени крилни мотори. У гондолама, иза мотора са доње стране је био простор за смештај точкова и хидрауличног система за увлачење точкова. На деловима крила између мотора и трупа авиона је било доста простора за смештај резервоара за гориво. Кроз крила су провучене све механичке, хидрауличне и електричне инсталације неопходне за управљање и контролу авиона.
Реп авиона се састоји од једног вертикалног стабилизатора и кормила правца и два хоризонтална стабилизатора са кормилима дубине. Носеће конструкције репа су металне а облога од алуминијумског лима причвршћена закивцима. Управљачке површине кормило правца и кормила дубине су металне конструкције обложене делимично алуминијумским лимом а делом платном. 
Стајни трап је био класичан са две главне ноге које су се налазиле испод гондола крилних мотора. На ногама су биле нископритисне гуме са којима се комплетно увлачиле у току лета у задњи део гондола мотора. Стајни трап се увлачио у гондоле мотора помоћу хидрауличног уређаја. У случају квара, могао се увући или избацити механичким путем. помоћу сајле и полуге. Трећи мали точак се налазио у репу авиона имао је огибљење али се у току лета није увлачио у труп авиона.

## Наоружање
Војна верзија транспортног авиона је била наоружана са два митраљеза.
| Наоружање авиона: Фиат         |               |
| Ватрено (стрељачко) наоружање  |               |
| Топ                            |               |
| Митраљез                       |               |
| Број и ознака митраљеза        | 2хБреда САФАТ |
| Калибар                        | 7,7           |
| Бомбардерско наоружање (бомбе) |               |
| Ракетно наоружање (ракете)     |               |

## Верзије
- G.12C - цивилна верзија (C-комерцијални) за редовни превоз путника са 14 седишта, опремљена са три радијална мотора Фиат А.74 RC.42 од 800 KS (574 kW ).
- G.12 Gondar - теретна верзија великог домета.
- G.12GA - Верзија за дуголинијски транспорт (GA-Великa аутономијa), опремљена додатним резервоарима за гориво, израђена у 3 примерка.
- G.12RT - специјална верзија дугог домета, направљена за прелет од Рима до Токија, направљена у једном примерку.
- G.12 RT bis - израђен у једном примерку.
- G.12T - верзија за транспорт терета и трупа.
- G.12CA - путничка верзија са 18 седишта, погоњена 3x Алфа Ромео 128 RC.18 радијална од 860 KS (633 kW) (на 1.800 м) сваки.
- G.12L - путничка верзија са 22 седишта, погоњена 3 х радијална Алфа Ромео 128 RC.18 снаге 860 KS (633 kW).
- G.12LA - путничка верзија са 22 седишта, погоњена 3 х радијална Алфа Ромео 128 RC.18 снаге 860 KS (633 kW).
- G.12LB - путничка верзија са 22 седишта, покретана са 3x810 KS(604 kW) Бристол Пегасус 48 радијални.
- G.12LP - путничка верзија са 22 седишта, погоњена 3 х радијална Пратт & Вхитнеи Р-1830-S1C3-G Twin Wasp 1.065 KS (793 kW).

## Оперативно коришћење
Авион Фиат G.12 се производио у периоду од 1940. до 1949. године. У том периоду је произведено укупно 104 авиона свих верзија. Коришћен је као путнички авион а у току рата и после њега коришћен је и у војне сврхе као транспортни авион за превоз војника и транспорт терета.
Прототип и прва производна јединица предати су 147. транспортној групи у августу 1941. и транспортовали су трупе и залихе на Сицилију и Северну Африку. Сви остали авиони су направљени у верзији G.12Т, која је модификована да носи 22 војника и била је наоружана паром митраљеза 7,7 мм у бочним прозорима. 
До капитулације Италије септембра 1943. године авионе G.12 је користило италијанско ратно ваздухопловство а 6 ових авиона је продато Мађарској. Након капитулације у јужном делу Италије под контролом савезника затечено је три ова авиона који су коришћени у транспортне сврхе. У северном делу Италије под окупацијом нацистичке Немачке, настављена је производња и коришћење свих 20 затечених авиона G.12 и укључила их у транспортне јединице Луфтвафе.
После рата је обновљена производња ових авиона, производили су се до 1949. године а користили до 1956.

## Земље које су користиле авион
- Италија
- Трећи рајх
- Мађарска